# Gayle King
Gayle King (Chevy Chase, 28 dicembre 1954) è una conduttrice televisiva e giornalista statunitense.

## Biografia
Dopo essersi laureata all'Università del Maryland, Gayle King ha inizialmente lavorato per reti locali, per poi lavorare all'Oprah Winfrey Show. Negli anni 90 ha condotto Cover to Cover e The Gayle King Show. Dal 2012 presenta CBS This Morning e lavora come giornalista nei programmi della CBS.
Nel 2018 è stata introdotta nella Broadcasting & Cable Hall of Fame mentre l'anno seguente il Time ha inserito la King nell'annuale lista Time 100.

## Vita privata
Dal 1982 al 1993 è stata sposata con Bill Bumpus, con il quale ha avuto due figli, Kirby e  William Bumpus Jr.

## Filmografia
- The Manchurian Candidate, regia di Jonathan Demme (2004) - cameo